# Delfínio
Delfínio (em grego clássico: Δελφίνιον) foi uma cidade da antiga Beócia ou da antiga Ática, a cidade portuária de Oropo. Estrabão, chama o porto de "sagrado" e diz que ficava em frente à antiga Erétria, na Eubéia, a uma distância de sessenta estádios; ele o coloca no início da Beócia, a vinte estádios de Oropo. Tucídides escreve que durante a última parte da Guerra do Peloponeso, o porto foi fortificado pelos atenienses.
Seu site está localizado perto da moderna Kamaraki.